# Ernst Wechselberger
Ernst Wechselberger (né le 26 janvier 1931 à Augsbourg - mort le 18 janvier 2013 à Lucerne en Suisse,,) est un footballeur allemand.